# Александрув-Куявський
Александрув-Куявський (пол. Aleksandrów Kujawski) — місто в центральній Польщі. Адміністративний центр Александровського повіту Куявсько-Поморського воєводства. У 1975—1998 роках місто адміністративно належало до Влоцлавського воєводства.
Населення становить понад 12 тисяч осіб (2008). Площа міста — 7,23 км². Середня щільність населення — 1699 осіб/км².
В Александруві-Куявському, після поразки Армії УНР, у грудні 1920 року був відкритий табір інтернованих вояків УНР, у якому перебував зокрема Лицар Ордену Залізний Хрест «За Зимовий похід і бої» хорунжий Микола Лівак. У таборі в період 1921—1923 років виходив журнал «Релігійно-науковий вісник».

## Демографія
Демографічна структура станом на 31 березня 2011 року:
|          | Загалом | Допрацездатний вік | Працездатний вік | Постпрацездатний вік |
| -------- | ------- | ------------------ | ---------------- | -------------------- |
| Чоловіки | 6023    | 1226               | 4228             | 569                  |
| Жінки    | 6591    | 1151               | 3987             | 1453                 |
| Разом    | 12614   | 2377               | 8215             | 2022                 |

## Галерея

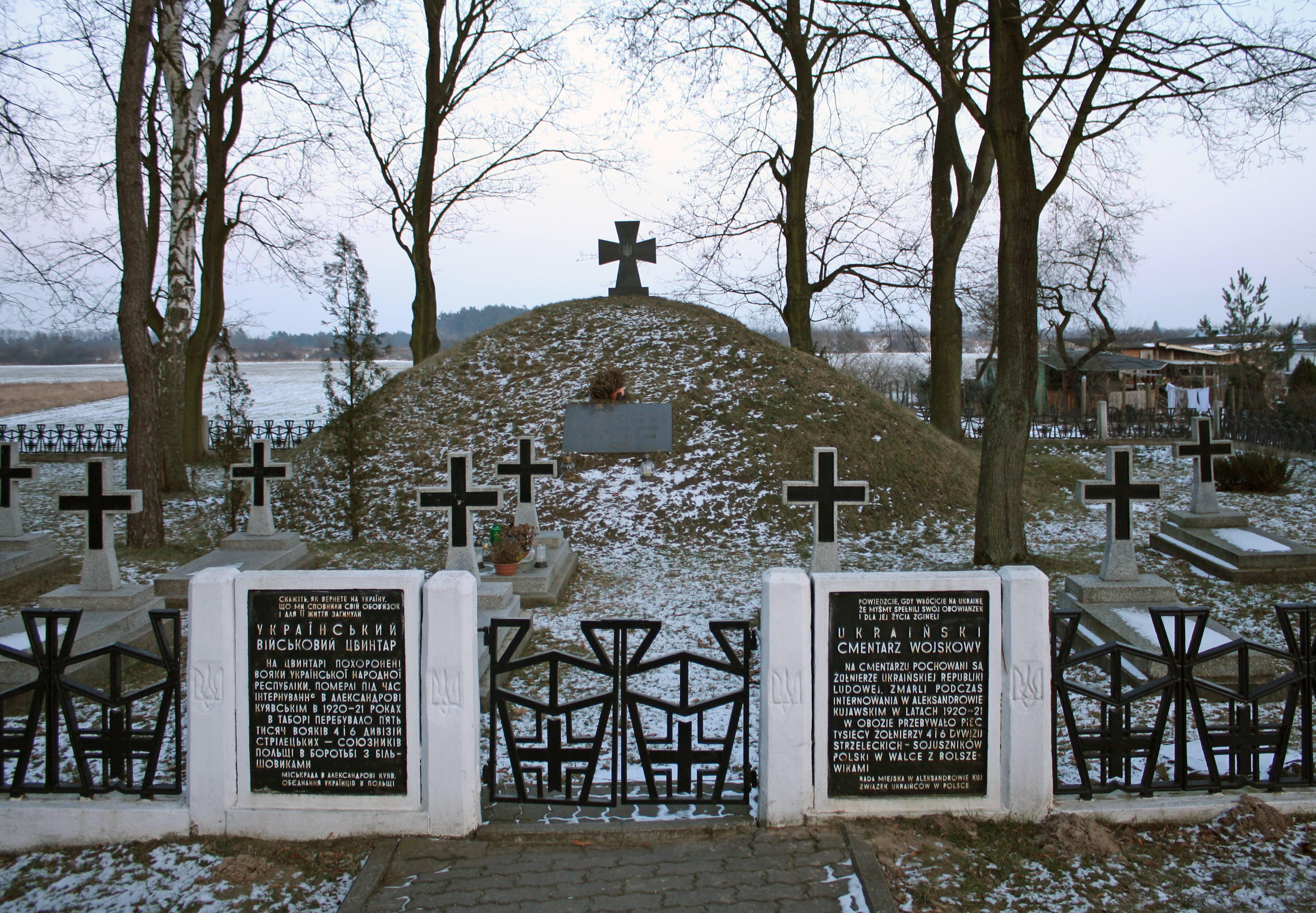
Козацька могила

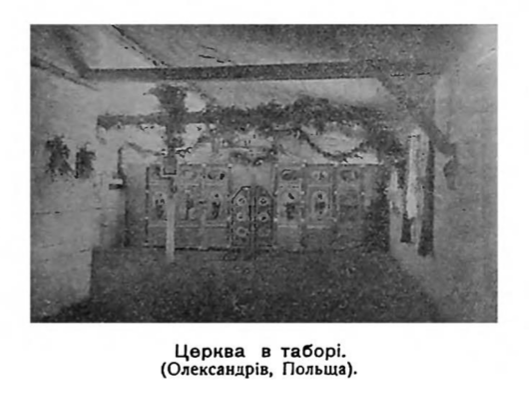
center|Церква в таборі Олександрів Куявський.1921 рік